# Nancy Opel
Nancy Opel (1957) è un'attrice e cantante statunitense.
Nancy Opel è nota soprattutto come interprete di musical a Broadway, tra cui Evita, Sunday in the Park with George, Gypsy: A Musical Fable, Anything Goes, Triumph of Love, Il violinista sul tetto, Cinderella, Honeymoon in Vegas e The Drowsy Chaperone. Nel 2001 la sua interpretazione del ruolo di Penelope Pennywise in Urinetown le vale una candidatura al Tony Award alla miglior attrice protagonista in un musical.
Ha recitato in diverse serie televisive, tra cui Law & Order - Unità vittime speciali e Law & Order - I due volti della giustizia.